# Gaslighter (album)
Gaslighter è l'ottavo album in studio del gruppo musicale statunitense The Chicks, noto in precedenza come Dixie Chicks. Il disco è stato pubblicato il 17 luglio 2020 da Columbia Records a circa quattordici anni di distanza dal precedente.

## Tracce
1. Gaslighter – 3:23 (Martie Maguire, Natalie Maines, Emily Strayer, Jack Antonoff)
2. Sleep at Night – 3:12 (Maguire, Maines, Strayer, Teddy Geiger, Justin Tranter)
3. Texas Man – 3:44 (Maguire, Maines, Strayer, Antonoff, Julia Michaels, Tranter)
4. Everybody Loves You – 3:38 (Charlotte Lawrence, Joseph Spargur, Hayley Gene Penner)
5. For Her – 5:26 (Maguire, Maines, Strayer, Ariel Rechtshaid, Sarah Aarons)
6. March March – 3:53 (Maguire, Maines, Strayer, Antonoff, Ross Golan, Ian Kirkpatrick, Daniel Dodd Wilson)
7. My Best Friend's Weddings – 4:18 (Maguire, Maines, Strayer, Antonoff, Tranter)
8. Tights on My Boat – 3:02 (Maguire, Maines, Strayer, Antonoff, Michaels)
9. Julianna Calm Down – 4:46 (Maines, Antonoff, Michaels)
10. Young Man – 4:09 (Maguire, Maines, Strayer, Antonoff, Annie Clark, Tranter)
11. Hope It's Something Good – 4:05 (Maguire, Maines, Strayer, Antonoff)
12. Set Me Free – 3:18 (Maguire, Maines, Strayer, Antonoff, Ben Abraham)

## Formazione
- Jack Antonoff – mellotron (1–2, 4, 7, 9–12), chitarra acustica (1, 3–4, 8–12), piano (1–7, 9, 11), percussioni (1–3, 6–9), tastiera (1, 6), batteria (1–3, 5–9, 11), chitarra acustica a 12 corde (1, 9), chitarra elettrica a 12 corde (1), programmazioni (2, 5–8), basso (2, 4–5, 7, 10), Moog (2, 4), modular (track 2), cori (2), basso elettrico (3), basso acustico (3, 8), chitarra elettrica (3, 8), chitarra (5), Wurlitzer (5), Juno (5, 7–8, 11), B3 (9), vibes (12)
- Eric Byers – violoncello (2, 5, 11–12)
- Annie Clark – chitarra elettrica (3)
- Teddy Geiger – programmazioni (2), percussioni (2), chitarra (2), tastiera (2)
- Chris Gehringer – mastering (1-12)
- Mikey Freedom Hart – Wurlitzer (5)
- Sean Hutchinson – percussioni (1)
- Lloyd Maines – pedal steel (2, 6, 9, 11–12)
- Natalie Maines – voce (tracks 1–12), Omnichord (4), chitarra acustica (4), percussioni (6), ukulele (8)
- Martie Maguire – voce (1–12), violino (1–12), viola (2, 4–5, 7, 9, 11–12)
- Justin Meldal-Johnson – basso (8)
- Beckett Pasdar – batteria (2)
- Will Quinnell – mastering (1-12)
- Michael Riddleberger – percussioni (1)
- Chad Smith – batteria (1–2, 5–7, 9, 11), percussioni (6)
- Evan Smith – organo (8)
- Emily Strayer – voce (1–12), banjo (1–7, 9, 11), chitarra acustica (4, 6, 9–10), asher (6), dobro (10), ukulele (12)
- Erick Walls – chitarra acustica (8)
- Justin Weaver – chitarra (8)